# 巴西特 (內布拉斯加州)
巴西特（英語：Bassett）是一個位於美國內布拉斯加州羅克縣的城市。根據2010年美國人口普查，該地共人口619人，而該地的面積約為1.15平方千米。同時該地也是羅克縣的縣治。

## 地理
巴西特的座標為42°35′02″N 99°32′14″W / 42.58389°N 99.53722°W，而該地的平均海拔高度為710米（即2329英尺）。